# Quebrada Mejillones
La  quebrada Mejillones es un lecho seco de quebrada ubicada en la parte norte de la península Mejillones de la Región de Antofagasta.

## Trayecto
Según Risopatrón, la quebrada nace en la sierra de Valenzuela y se inclina hacia la bahía de Mejillones del Sur hasta desembocar en el poblado de Mejillones.

## Historia
Luis Risopatrón lo describe en su Diccionario jeográfico de Chile (1924):: 542 
Mejillones (Quebrada de) 23° 10' 70° 20'. Es seca, corre hácia el W i desemboca en la parte S de la bahía de Mejillones del Sur. 132; i 156; i hoya en 98, II, p. 525.